# Beginenturm (Hannover)

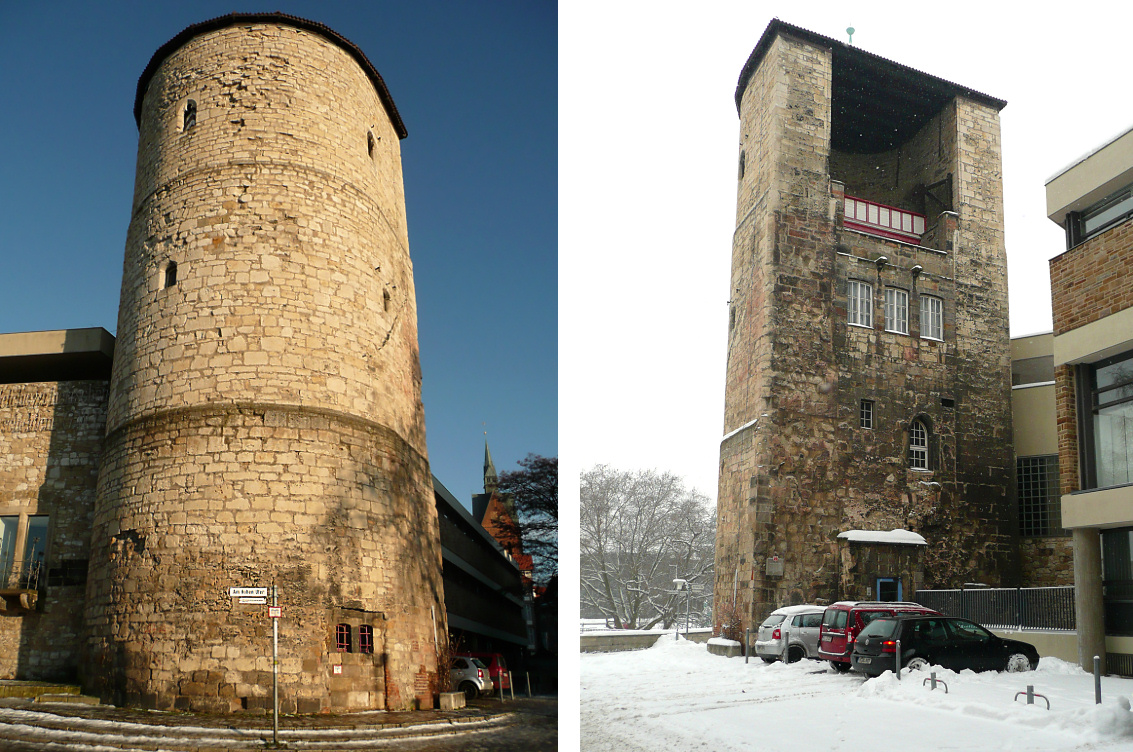
Beginenturm mit Stadtmauerrest, links Vorderseite, rechts Rückseite offen als Schalenturm

Der Beginenturm (früher auch Beguinenturm) ist ein denkmalgeschützter Wehrturm Am Hohen Ufer in Hannover. Der Turm wurde 1357 erstmals als „De nye Torn“ erwähnt und war Teil der Stadtbefestigung Hannover. Er wurde ursprünglich im Garten der Beginen errichtet.

## Geschichte
Der Beginenturm wurde „als letzter und stärkster Turm der Stadtmauer“ erbaut, von der sich noch Reste im Innern des Historischen Museums finden. Der bewusst gewählte Standort in Sichtweite der Burg Lauenrode am gegenüberliegenden Ufer der Leine war ein Ausdruck des Selbstbewusstseins der Stadt gegenüber dem damaligen Landesherrn.

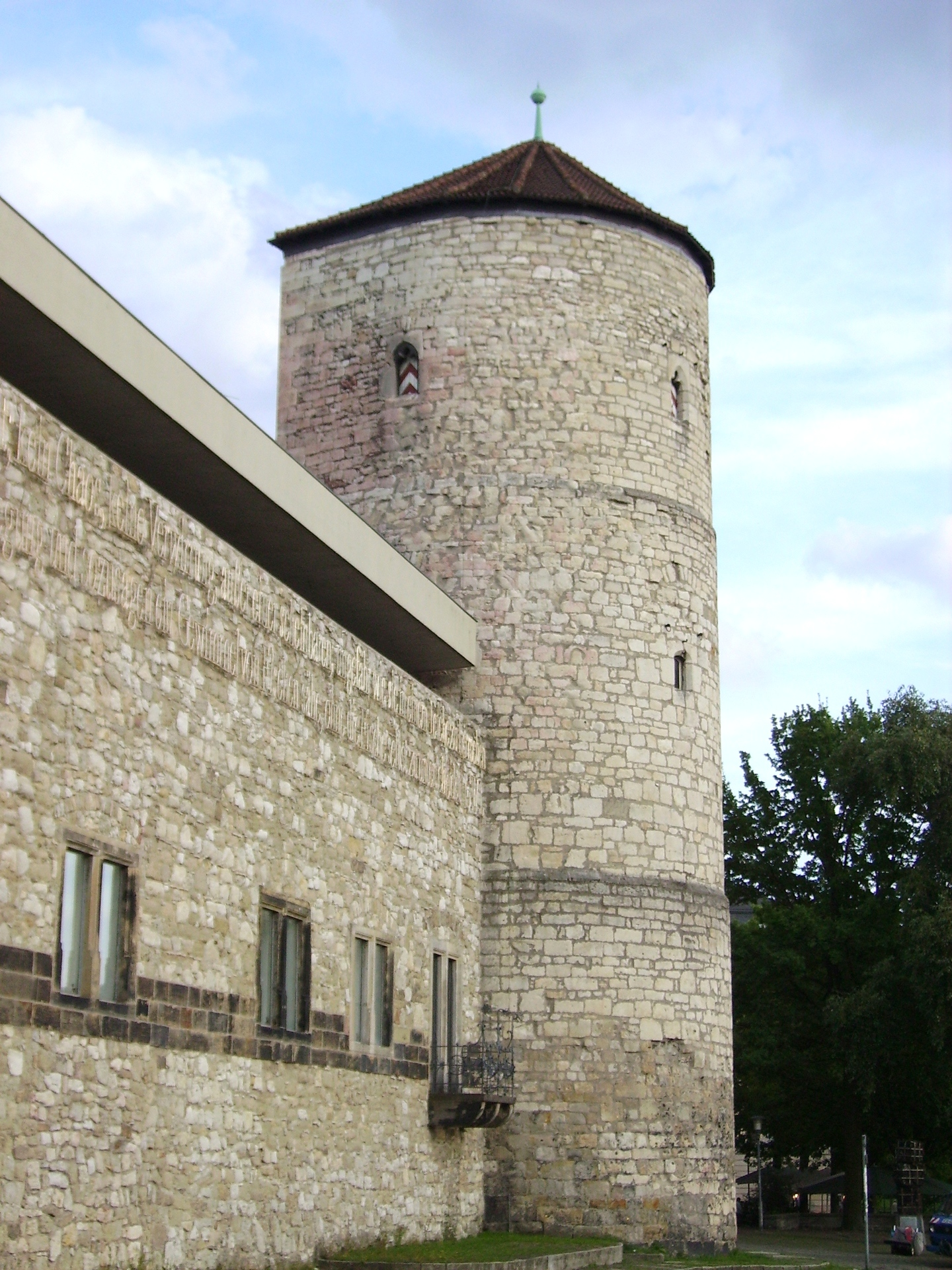
Die Außenmauer des bis 1649 errichteten Zeughauses wurde an den Turm angebaut

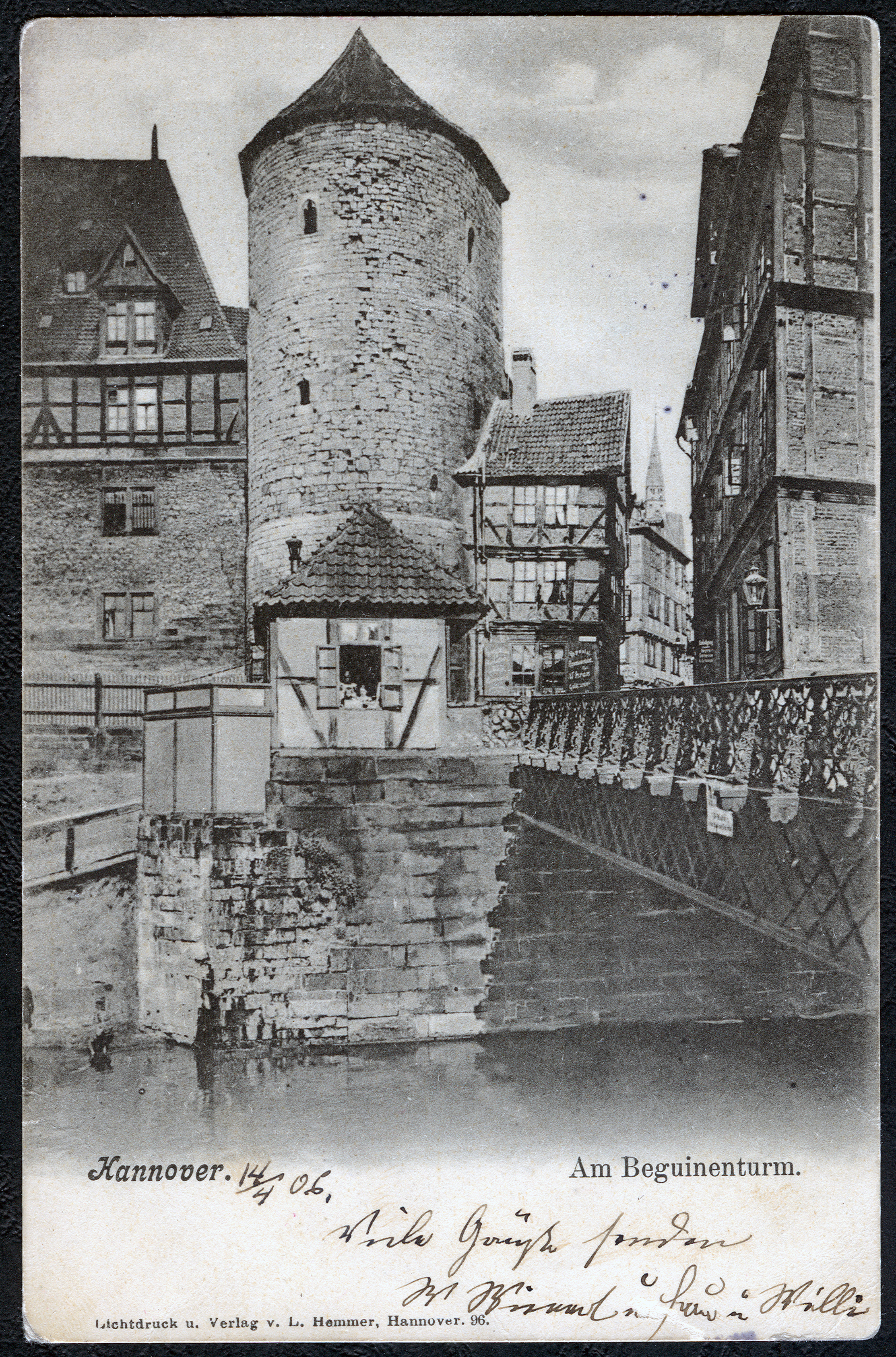
Der Turm mit dem alten Zeughaus, davor führt ein Weg nach links hinab zur ehemaligen Pferdeschwemme

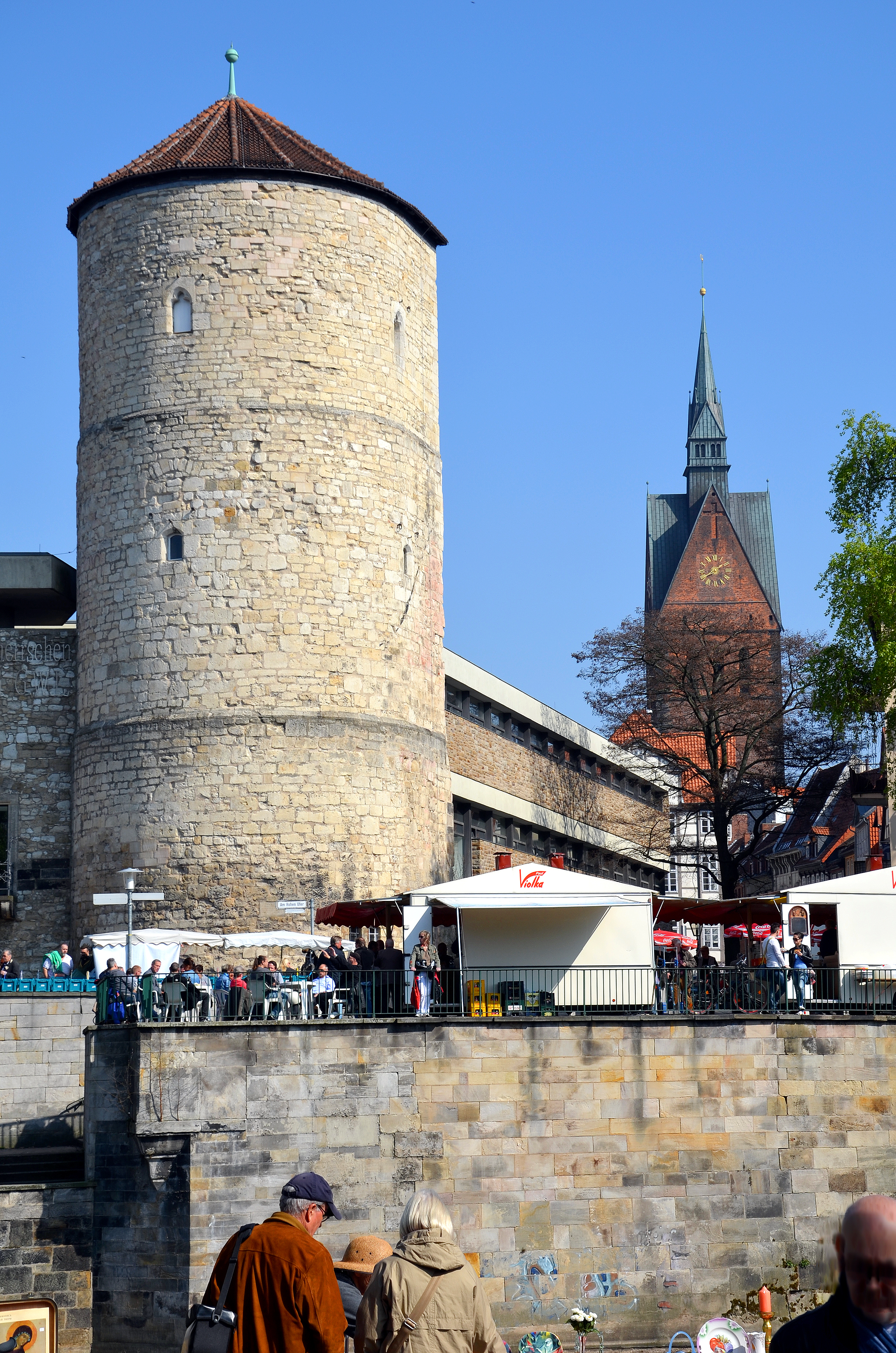
Der Turm und die Marktkirche, gesehen 2014 vom Leibnizufer während des Altstadt-Flohmarkts

Nach Angaben des Denkmalpflegers Arnold Nöldeke wurde der Turm auf einem Fundament errichtet, dessen Mächtigkeit bei Ausgrabungsarbeiten in mehr als 4,20 m Tiefe noch nicht erreicht war. Auf diesem Fundament errichteten die Hannoveraner drei abgesetzte Geschosse aus Quadern sehr verschiedener Größe. Baumaterial des bis zu 3 m dicken und rund 23 m hohen Schalenturms war Lindener Kalkstein. Laut angebrachter Stadttafel wurde auch Material des romanischen Vorgängerbaus der Marktkirche verwendet. Das Erdgeschoss wurde erst später im Innern überwölbt, die zur Seite der Altstadt hin offenen Obergeschosse waren ab ca. 1660 bis 1944 mit Fachwerkwänden geschlossen.
Anfang des 16. Jahrhunderts diente der Turm mehrfach als Gefängnis, unter anderem 1526 im Vorfeld der Reformation.
Beginnend im Dreißigjährigen Krieg wurde von 1642 bis 1649 das ehemalige Zeughaus an den Turm angebaut. Die Reste dieses Gebäudes wurden 1966 Bestandteil des Historischen Museums.
Der Turm wurde im 18. Jahrhundert zeitweilig als Magazin zur Bevorratung von Torf genutzt, der damals „das wichtigste Heizmaterial“ war.
1896 wurde im Zusammenhang mit der Errichtung der Flusswasserkunst ein Bauwettbewerb ausgeschrieben, durch den der Beginenturm zum historisierenden Wasserturm umgestaltet werden sollte.
Nach dem Zweiten Weltkrieg diente der Turm ab 1948 als Künstleratelier. 1972 bis 2007 nutzte die Gaststätte Turm das Gebäude.

## Umbau 2011–2014
2011 wurde der Turm eingerüstet und zunächst von außen saniert. Seit dem 28. Juni 2014 ist der Beginenturm als Teil des Historischen Museums für die Öffentlichkeit zugänglich. Die Planungen für gesonderte Ausstellungsräume zur Geschichte des Turmes und der Ausbau der darüber liegenden beiden Geschosse als verglaste Erlebnisräume, die einen Ausblick auf die Stadt ermöglichen, haben sich aus Kostengründen nicht verwirklichen lassen.